# Lipinki Łużyckie (gromada)
Lipinki Łużyckie – dawna gromada, czyli najmniejsza jednostka podziału terytorialnego Polskiej Rzeczypospolitej Ludowej w latach 1954–1972.
Gromady, z gromadzkimi radami narodowymi (GRN) jako organami władzy najniższego stopnia na wsi, funkcjonowały od reformy reorganizującej administrację wiejską przeprowadzonej jesienią 1954 do momentu ich zniesienia z dniem 1 stycznia 1973, tym samym wypierając organizację gminną w latach 1954–1972.
Gromadę Lipinki Łużyckie z siedzibą GRN w Lipinkach Łużyckich utworzono – jako jedną z 8759 gromad na obszarze Polski – w powiecie żarskim w woj. zielonogórskim na mocy uchwały nr V/30/54 WRN w Zielonej Górze z dnia 5 października 1954. W skład jednostki weszły obszary dotychczasowych gromad Lipinki Łużyckie, Boruszyn, Suchleb, Tyliczki i Zajączek ze zniesionej gminy Olbrachtów oraz Brzostowa i Sieciejów ze zniesionej gminy Jaryszów w tymże powiecie. Dla gromady ustalono 18 członków gromadzkiej rady narodowej.
1 stycznia 1958 do gromady Lipinki Łużyckie włączono wsie Pietrzyków i Piotrowice ze zniesionej gromady Dębinka, wieś Grotów ze zniesionej gromady Grotów oraz wieś Górka z nowo utworzonej gromady Żary (de facto ze zniesionej gromady Sieniawa Żarska) w tymże powiecie.
Gromada przetrwała do końca 1972 roku, czyli do kolejnej reformy gminnej. 1 stycznia 1973 w powiecie żarskim utworzono gminę Lipinki Łużyckie.